# Christoph Gottfried von Cochenhausen
Christoph Gottfried von Cochenhausen (geb. 15. September 1710 in Stettin; gest. 1757) war ein preußischer Landrat. Er stand von 1753 bis 1756 dem Kreis Leobschütz in Schlesien vor.

## Leben

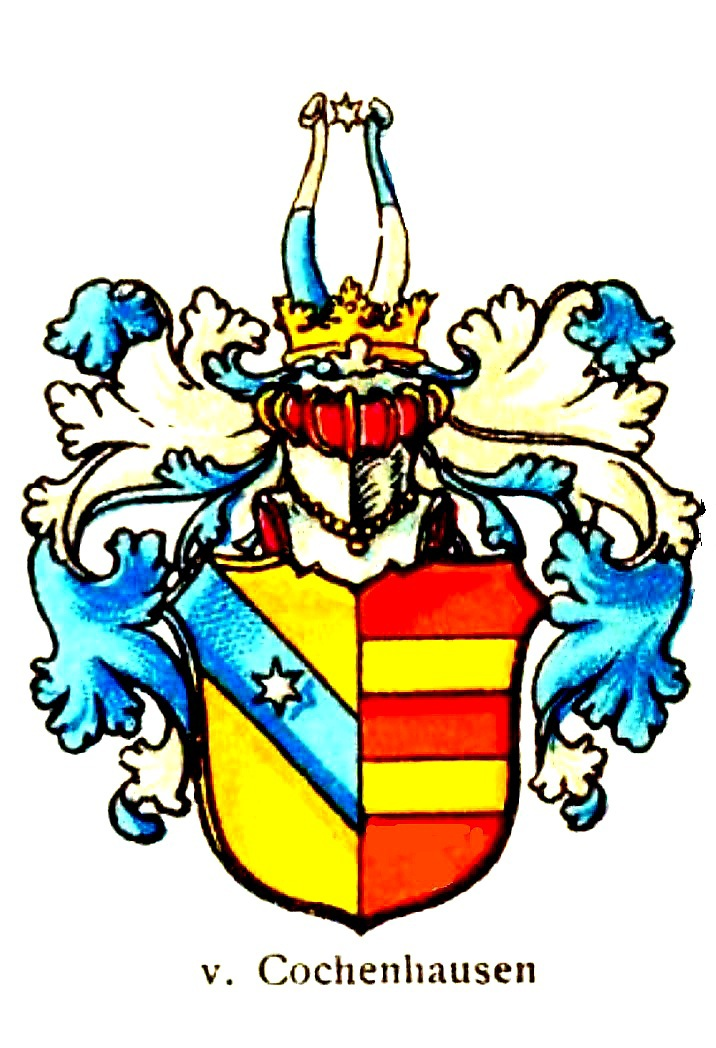
Wappen derer von Cochenhausen

Christoph Gottfried von Cochenhausen war Angehöriger des 1706 in den schwedischen Adelsstand erhobenen Adelsgeschlechts Cochenhausen. Er war ein Sohn von Gottfried von Cochenhausen (1674–1738) aus Stralsund. Dieser war pommerscher Landrent- und Proviantmeister in Stettin sowie Oberakzise-Inspektor in Stralsund. Seine Mutter war Regine Elisabeth (1692–1772), geb. Herwig aus Stralsund. Am 11. November 1728 immatrikulierte er sich an der Universität Rostock. Im Anschluss wurde er Offizier in den Diensten der Russischen Armee. Nachdem er seinen Abschied von der Armee genommen hatte, ließ er sich in Schlesien nieder und fungierte als Marschkommissar im Fürstentum Pleß. 1753 wurde er zum Nachfolger von Johann Friedrich von Schneckenhaus als Landrat des Kreises Leobschütz ernannt. Das Amt übte er bis zum Herbst 1756 aus, Nachfolger wurde Johann von Eicke und Polwitz.

## Persönliches
Christoph Gottfried von Cochenhausen saß auf Mockrau, erhielt 1750 das schlesische Inkolat und war zwei Mal verheiratet. In erster Ehe war er seit 1743 in Bielitz mit Marianne († 1754), geb. von Koronzaj verheiratet. In zweiter Ehe vermählte er sich 1756 mit Anna Catharina Koronzaj. Ein jüngerer Bruder war Johann Friedrich von Cochenhausen, hessischer Generalmajor.